# Abilitazione
Un'abilitazione, in diritto, identifica un tipo di provvedimento amministrativo adottato da una pubblica amministrazione al termine di un procedimento di verifica dell'idoneità del soggetto istante. A differenza di quanto avviene con le autorizzazioni, si tratta di valutazioni di carattere tecnico, non discrezionali (si parla di discrezionalità tecnica).
Il rilascio dell'abilitazione è condizione per l'esercizio di una attività o l'utilizzo di un determinato bene, ed è solitamente un requisito necessario per l'esercizio di una libera professione, unitamente - se richiesto - al requisito dell'iscrizione in un apposito albo professionale.

## Nel mondo

### Danimarca
Nel settore delle professioni sanitarie, in Danimarca è previsto un tirocinio di 6+6 mesi.

### Francia
Nel settore dell'istruzione, in Francia l'Habilitation à diriger des recherches (abilitazione a dirigere le ricerche, abbreviata in HDR), è in assoluto il titolo più elevato concesso dal sistema universitario, ed è stata creata nel 1984 con la legge Savary. Esso è conseguibile dopo almeno due anni dall'ottenimento del dottorato, livello BAC+10.
Questo titolo permette di accedere alla posizione di professore universitario di massimo livello, di essere supervisore di tesi di dottorato. Esso è titolo preferenziale nei concorsi per diventare direttore di ricerca negli enti pubblici come il CNRS, l'INRIA e l'IRD. Non rappresenta un "secondo dottorato di ricerca", ma dimostra la capacità del candidato a mettere in atto una strategia di ricerca e a seguire con efficacia le ricerche di un gruppo o di giovani ricercatori.

### Germania, Austria e Svizzera
Nel settore dell'istruzione, in Germania, in Austria e nella Svizzera l'abilitazione è la prova accademica più alta e abilita l'accesso al massimo grado della docenza accademica.
L'abilitazione (Habilitation, con relativa dissertazione, chiamata Habilitationsschrift, qualifica come libero docente (Privatdozent, PD) e autorizza l'insegnamento e la ricerca autonoma nella materia dell'abilitazione. Ai liberi docenti (Privatdozent, PD) è consentito tenere dei corsi nell'università nella quale sono stati abilitati ed essere supervisori di studenti di dottorato di ricerca.
Il procedimento di abilitazione è equivalente a una vocazione regolare come professore universitario, però non è legata a una cattedra oppure a un posto di ruolo. L'abilitazione si basa su un lavoro scientifico (Habilitationsarbeit). Questo viene esaminato e valutato "ad personam" da una commissione di professori abilitati oppure periziato dai professori ordinari. La commissione di abilitazione consiste di almeno cinque professori abilitati o professori ordinari equiparati della facoltà oltre ad altri eventuali professori esterni abilitati o professori ordinari equiparati.
L'elaborato scientifico (Habilitationsschrift) funge come prova della capacità di rappresentare in modo autonomo una materia scientifica (Habilitationsfach) nella ricerca e nell'insegnamento.
I requisiti sono:
1. Un dottorato di ricerca (chiamata in lingua tedesca “Promotion”).
2. La stesura di una monografia (Habilitationsschrift) che deve fornire un contributo scientifico significativo e scientificamente più completo di quello prodotto nella dissertazione di un dottorato di ricerca. È possibile anche riassumere risultati di ricerche pubblicate in passato, purché l'insieme equivalga all'importanza scientifica di un saggio per l'abilitazione cumulativa (chiamata in lingua tedesca “kumulative Habilitation”).
3. Una relazione pubblica scientifica (Disputation), comprensiva di un confronto pubblico su una tematica diversa dall'elaborato scientifico.
4. L'attestazione di una pluriennale attività didattica nel relativo ambito disciplinare.
5. Accertamento dell'idoneità pedagogica.

L'abilitante riceve la “venia legendi” cioè l'abilitazione all'insegnamento (Lehrbefähigung) nell'ambito disciplinare dell'abilitazione. Il candidato è autorizzato all'insegnamento indipendente e a presiedere gli esami.
La facoltà può conferire agli abilitati, liberi docenti (Privatdozent , PD), il titolo di professore straordinario (außerplanmäßiger Professor, apl. Prof.) dopo il trascorrere di un determinato periodo.
Nel settore delle professioni sanitarie, in Germania non esiste esame di Stato per l'ammissione all'albo. Una volta laureati in medicina, i medici possono iscriversi agli albi senza ulteriori periodi di praticantato ed esami. Il piano degli studi prevede tre semestri obbligatori di tirocinio in reparto.

### Italia

#### Abilitazione all'insegnamento nelle scuole
Per insegnare nelle scuole di ogni ordine è grado è necessario possedere l'abilitazione all'insegnamento per la specifica disciplina. Storicamente si sono succeduti molti modi differenti per ottenerla, e quasi mai l'averla ottenuta è stata garanzia di successiva assunzione.
A volte sono stati banditi concorsi per l'assunzione anche abilitanti (si poteva, cioè, abilitarsi all'insegnamento superando tutte le prove ma senza posizionarsi in graduatoria in posizione utile per l'assunzione), altre volte sono stati proposti specifici percorsi per l'ottenimento dell'abilitazione più o meno slegati dalla successiva assunzione, quali le scuole di specializzazione per l'insegnamento, il tirocinio formativo attivo, il percorso FIT e, dall'anno accademico 2023-24, i percorsi da 30/36/60 cfu.
Fa eccezione il caso dell'insegnamento nella scuola dell'infanzia e nella scuola primaria, in cui la laurea magistrale in scienze della formazione primaria (LM-85bis) è titolo abilitante all'insegnamento in questi due ordini di scuola.
Per insegnare sostegno è necessario, oltre ad una laurea magistrale che fornisce titolo di accesso all'insegnamento nello specifico grado, anche l'aver frequentato uno specifico corso universitario di durata annuale, a numero chiuso.

#### Abilitazione scientifica nelle università
La cosiddetta Riforma Gelmini dell'ordinamento universitario (Legge 240/2010) ha istituito l'abilitazione scientifica nazionale (già proposta da Giorgio Salvini nel 1995) per le chiamate in ruolo di professore associato e professore ordinario. Ciò significa che, prerequisito per poter essere selezionati da parte di una commissione universitaria per ricoprire tali ruoli, occorre aver conseguito l'abilitazione scientifica per la relativa fascia di insegnamento.

#### Abilitazione per attività diverse dall'insegnamento

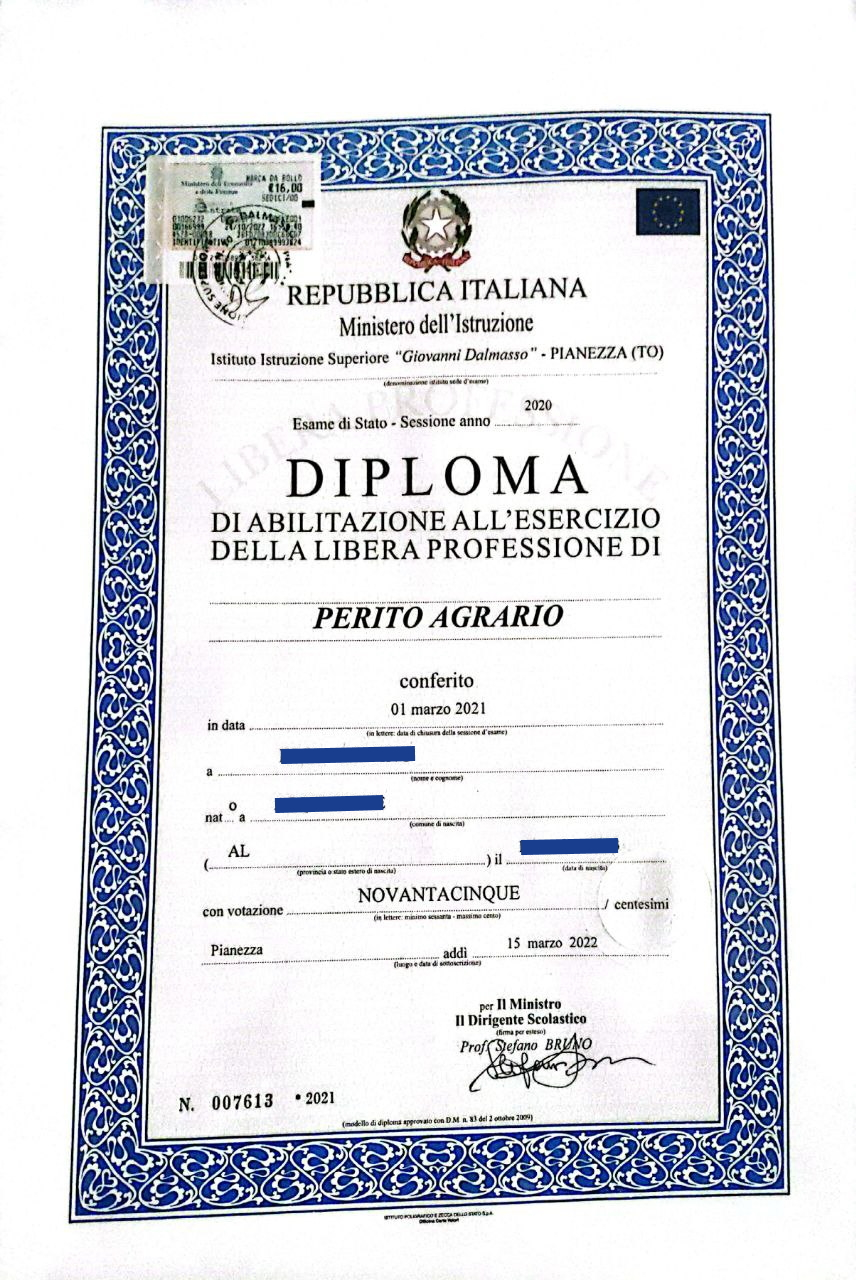
Esempio di diploma che certifica il passaggio con profitto di un esame abilitativo, nello specifico quello per la libera professione di Perito Agrario.

Il superamento di una prova, detta esame di Stato, è necessario per esercitare la libera professione; in molti casi è previsto come requisito il possesso di un determinato titolo di studio, generalmente un diploma di laurea. Tuttavia per poter effettivamente esercitare la professione è inoltre necessaria l'iscrizione contestuale all'albo del relativo ordine professionale di riferimento e, se la professione viene esercitata autonomamente, è necessario il possesso di una partita IVA. Questi esami sono solitamente organizzati dagli ordini professionali con la collaborazione degli atenei della zona. In alcuni casi, come ad esempio nel caso delle professioni sanitarie in Italia o di operatore dell'infanzia, per la quali non è prevista l'iscrizione ad alcun ordine, la laurea stessa è titolo abilitante. Infine, alcune abilitazioni, in quanto prevedono che l'attività non possa essere svolta in autonomia, necessitano dell'assunzione in una idonea struttura al fine di poter effettivamente svolgere la professione in oggetto.

### Regno Unito
Nel settore delle professioni sanitarie, nel Regno Unito è richiesto il foundation programme (FP), tirocinio stipendiato della durata di due anni.

### Stati Uniti
Nel settore delle professioni sanitarie, negli Stati Uniti sono richiesti gli step I e II (CK e CS) dell'USMLE.

### Svezia
Nel settore delle professioni sanitarie, in Svezia per l'ammissione all'albo sono richiesti due anni di AT o allmäntjänstgöring, tirocinio generale, ed esame.